# 帕錢庫圖山
11°54′42″S 76°3′16″W / 11.91167°S 76.05444°W
帕錢庫圖山（Pachanqutu），是秘魯的山峰，位於該國中部利馬大區和胡寧大區，處於通舒山附近，屬於安第斯山脈中帕里亞卡卡山脈的一部分，海拔高度約5,400米。